# 토미 로

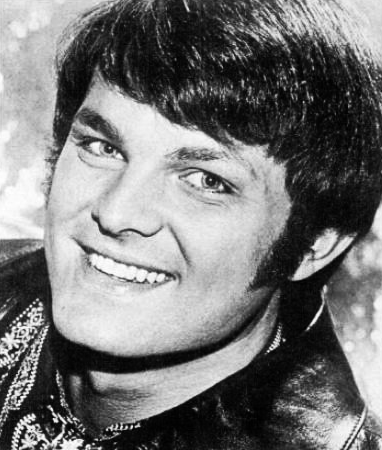
Tommy Roe, 1970

토미 로(Tommy Roe, 1942년 5월 9일 ~ )는 미국의 가수다. 

## 생애
조지아주 애틀랜타에서 태어났다. 어릴 적부터 노래를 즐겼으며, 고교 시절에는 자신이 밴드를 만들 정도로 음악에 크게 열중하였다. 1962년에 ABC로부터 취입한 자작곡 〈세일러〉가 크게 인기를 얻었고, 이어 〈키스 앤드 런〉, 〈스지 다링〉, 〈스위트 피〉, 〈헤이젤 만세〉 등의 인기곡을 불렀다. 음반으로는 《토미 부인의 전부》가 알려져 있다.